# Papuagrion perameles
Papuagrion perameles är en trollsländeart som beskrevs av Maurits Anne Lieftinck 1949. Papuagrion perameles ingår i släktet Papuagrion och familjen dammflicksländor. Inga underarter finns listade i Catalogue of Life.